# Forte de Santo António (Porto Judeu)

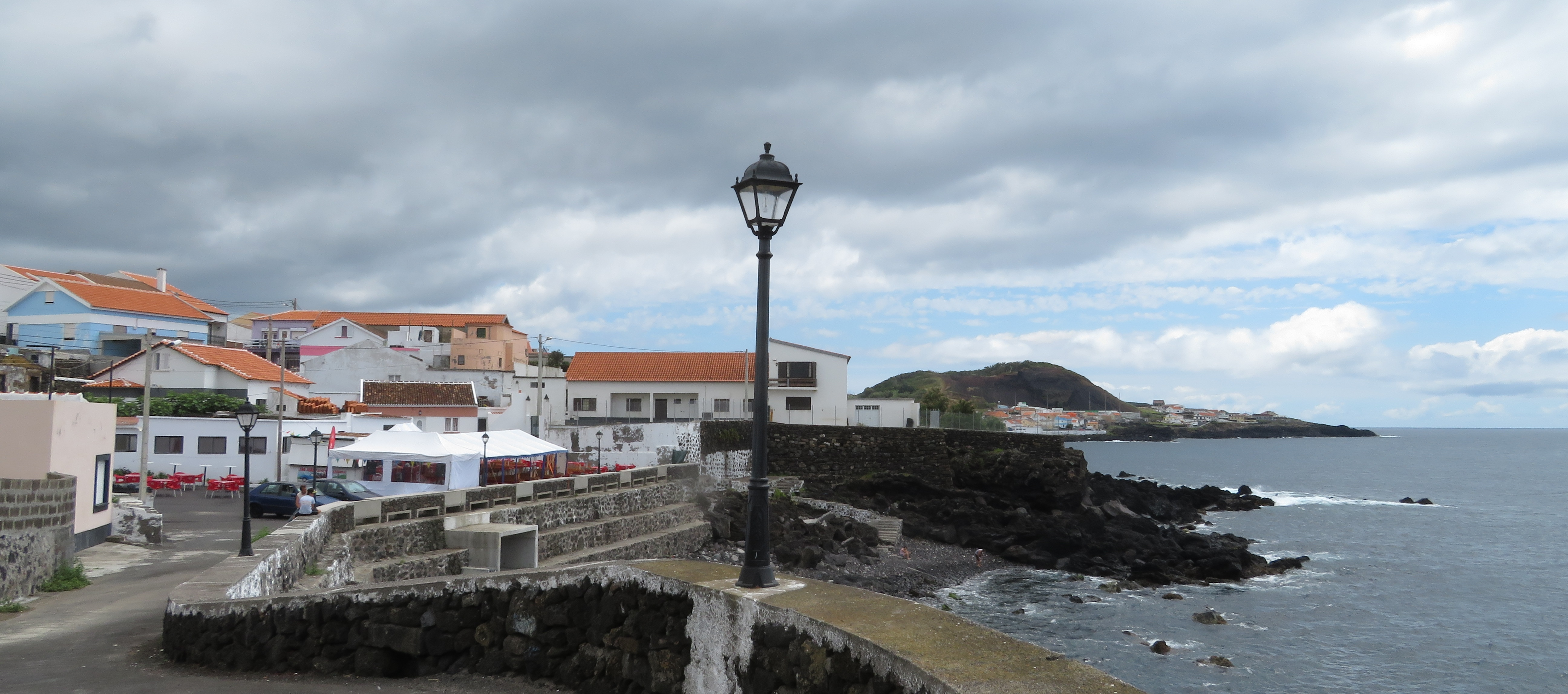
Esta foto é do miradouro Maria Augusta de Castro,no Poço'Além, na foz da Ribeira do Testo e não do atual local do forte de Santo António.O muro ao fundo marca o lugar onde está a sede dos Escuteiros. Em tempos idos era esse local uma fábrica de conservas de peixe.

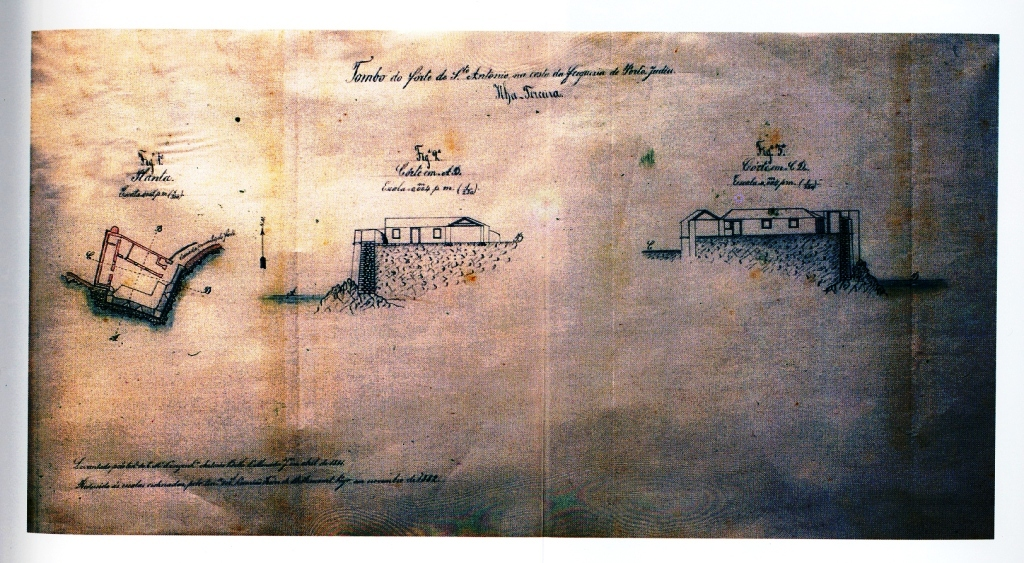
Planta do Forte de Santo António (António Belo de Almeida Jr.; Damião Pego, 1881-1882)

O Forte de Santo António localiza-se na freguesia de Porto Judeu, concelho de Angra do Heroísmo, na costa sudeste da ilha Terceira, nos Açores.
Em posição dominante sobre este trecho do litoral, constituiu-se em uma fortificação destinada à defesa deste ancoradouro contra os ataques de piratas e corsários, outrora frequentes nesta região do oceano Atlântico.

## História
Foi uma das fortificações erguidas na Terceira no contexto da crise de sucessão de 1580 pelo então corregedor dos Açores, Ciprião de Figueiredo e Vasconcelos, conforme o plano de defesa da ilha elaborado por Tommaso Benedetto em 1567, após o ataque do corsário francês Pierre Bertrand de Montluc ao Funchal (outubro de 1566), intentado e repelido em Angra no mesmo ano (1566):
"Não havia naquele tempo [Crise de sucessão de 1580] em toda a costa da ilha Terceira alguma fortaleza, excepto aquela de S. Sebastião, posto que em todas as cortinas do sul se tivessem feito alguns redutos e estâncias, nos lugares mais susceptíveis de desembarque inimigo, conforme a indicação e plano do engenheiro Tomás Benedito, que nesta diligência andou desde o ano de 1567, depois que, no antecedente de 1566, os franceses, comandados pelo terrível pirata Caldeira, barbaramente haviam saqueado a ilha da Madeira, e intentado fazer o mesmo nesta ilha, donde parece que foram repelidos à força das nossas armas." 
A seu respeito, DRUMMOND registou: "Continuou-se o forte de Santo António no porto do Porto Judeu; (...)." E em nota, complementa: "Edificou-se este forte, que é um dos mais defensáveis, na propriedade do capitão do André Gato, e se lhe deu o nome do orago da freguesia."
No contexto da Guerra da Sucessão Espanhola (1702-1714) encontra-se referido como "O Forte de Santo António." na relação "Fortificações nos Açores existentes em 1710".
Com a instalação da Capitania Geral dos Açores, o seu estado foi assim reportado em 1767:
"3° - Forte de Santo António de Porto Judeu. Precisa de porta nova, e a muralha principal que olha ao nascente, precisa ser feita de novo, porque se acha de pedra em secco, a qual he muito util para a sua defensa, tem tres peças de ferro capazes com os seus reparos bons e precisa mais hua, com o seu reparo. Precisa para se guarnecer quatro artilheiros e dezeseis auxiliares."
Encontra-se referido como "2. Forte de S.to Ant.º de Porto Judeu" no relatório "Revista aos fortes que defendem a costa da ilha Terceira", do Ajudante de Ordens Manoel Correa Branco (1776), que lhe relata a ruína:
"Hade mister a caza da guarda feita de novo, o torrião, guarita, a muralha da parte do porto, hú tilheiro p.ª se recolher a Artelharia, e todo elle deve ser rachado, guarnecido, e rebocado, e o seu portão novo."
No contexto da Guerra Civil Portuguesa (1828-1834) voltou a revestir-se de importância estratégica, constando o seu alçado e planta na "Colecção de Plantas e Alçados de 32 Fortalezas dos Açores, por Joze Rodrigo d'Almeida em 1830", atualmente no Gabinete de Estudos de Arquitetura e Engenharia Militar, em Lisboa.
A "Relação" do marechal de campo Barão de Bastos em 1862 informa que "As muralhas e alojamentos carecem de pequenos consertos."
Quando do Tombo de 1881, foi encontrado abandonado, em relativo bom estado.
Ao final do século XX, com base em antigas plantas, a Junta de Freguesia projetava proceder à sua reconstrução e requalificação.[carece de fontes?]
O forte situa-se junto do porto de pesca e ainda existem ruínas da muralha do lado sul.

## Características
Do tipo abaluartado, apresenta planta retangular, em cantaria de pedra, com uma área total construída de 424 metros quadrados. Em seus muros rasgam-se cinco canhoneiras, ao longo das quais corre uma plataforma de lajedo que acompanha as duas muralhas dos lados Sul e Leste. No seu terrapleno, pelo lado de terra, erguiam-se as dependências de serviço: encostado à muralha do lado Oeste as dependências de cozinha, dotada de forno; a casa da guarnição era dividido em três compartimentos independentes, sendo que o mais pequeno era destinado a arrecadação.
O forte era acedido por um caminho à beira-mar.